# Vehixel
Vehixel est un constructeur et carrossier français d'autobus et de véhicules de sécurité (fourgon blindé) installé à Attignat dans l'Ain.

## Histoire
En 1957, André Trouillet et son épouse créent une entreprise de construction de semi-remorques, de carrosseries industrielles et véhicules de transport de fonds en région parisienne.
En 1960, la société fabrique son 1er fourgon blindé de transport de fonds en France pour Brink's.
De 1960 à 1990, le groupe bénéficie de l’essor important des transports dans une activité économique soutenue, elle achète et construit 8 nouvelles usines et rachète les sociétés Buhler (1982) et Chardon (1987).
En 1990, pour répondre à une forte croissance, l’entreprise construit une nouvelle usine ultra moderne à Attignat, dans le département de l'Ain.
Jusqu'en 1995, la société était une filiale du groupe familial Trouillet (700 millions de francs de chiffre d'affaires en 1994). Après avoir connu de grosses difficultés, le groupe Trouillet éclate en trois entités dirigées par trois frères : 
- Trouillet Carrossier Constructeur à Attignat dirigée par Dominique Trouillet,
- Remorques Trouillet implantée dans la Loire et dirigée par Pierre Trouillet,
- Carrosserie Trouillet à Paris, spécialisée dans les carrosseries industrielles.

Juridiquement indépendantes les unes des autres, les trois sociétés conservent néanmoins une politique d'achats groupés pour nombre de composants et développent des actions communes à l'exportation.
En prise avec de sérieuses difficultés financières en 1995, la société Trouillet Carrosserie doit déposer son bilan mais bénéficie d'un concordat. Elle poursuit son activité grâce à un premier plan de continuation mais elle est fragilisée par la diète forcée qui lui a été imposée pour rembourser une partie de ses dettes.
En avril 1998, Dominique Trouillet, fils du fondateur et PDG de Trouillet Carrossier Constructeur affirme son autonomie tant financière que commerciale et change la raison sociale en Verhixel. La société compte alors 189 salariés, un chiffre d'affaires de 90 millions de francs, une perte nette de 500.000 francs sur l'exercice et doit rembourser sur 10 ans la dette ramenée à 33 millions de francs sur les 60 millions constatés au moment du dépôt de bilan.
En 2002, la société lance l' Euroscool, un autocar scolaire de grande capacité (70 passagers avec des rangées de 5 sièges), avec une carrosserie proche de celle du Triano de 41 places, construit sur le châssis Iveco 130E24. L'Euroscool est réalisé par Vehixel sur un châssis Iveco LA1L, équipé d'un moteur Iveco Tector placé à l'avant, sous le poste de conduite. Les deux portes d'accès sont entièrement vitrées. Sa fabrication sera arrêtée en 2008 à la suite de la modification de la réglementation qui respectera la norme européenne interdisant les rangées de 5 sièges de front.
En 2009, l'entreprise se dote d'une nouvelle entité juridique et d'un nouveau logo.
cette même année, sur commande du Ministère français de l'Intérieur, VehiXel lance le VX16, un autocar sur châssis Iveco Bus qui va équiper les CRS. La commande porte sur 60 unités à livrer sur 3 ans.

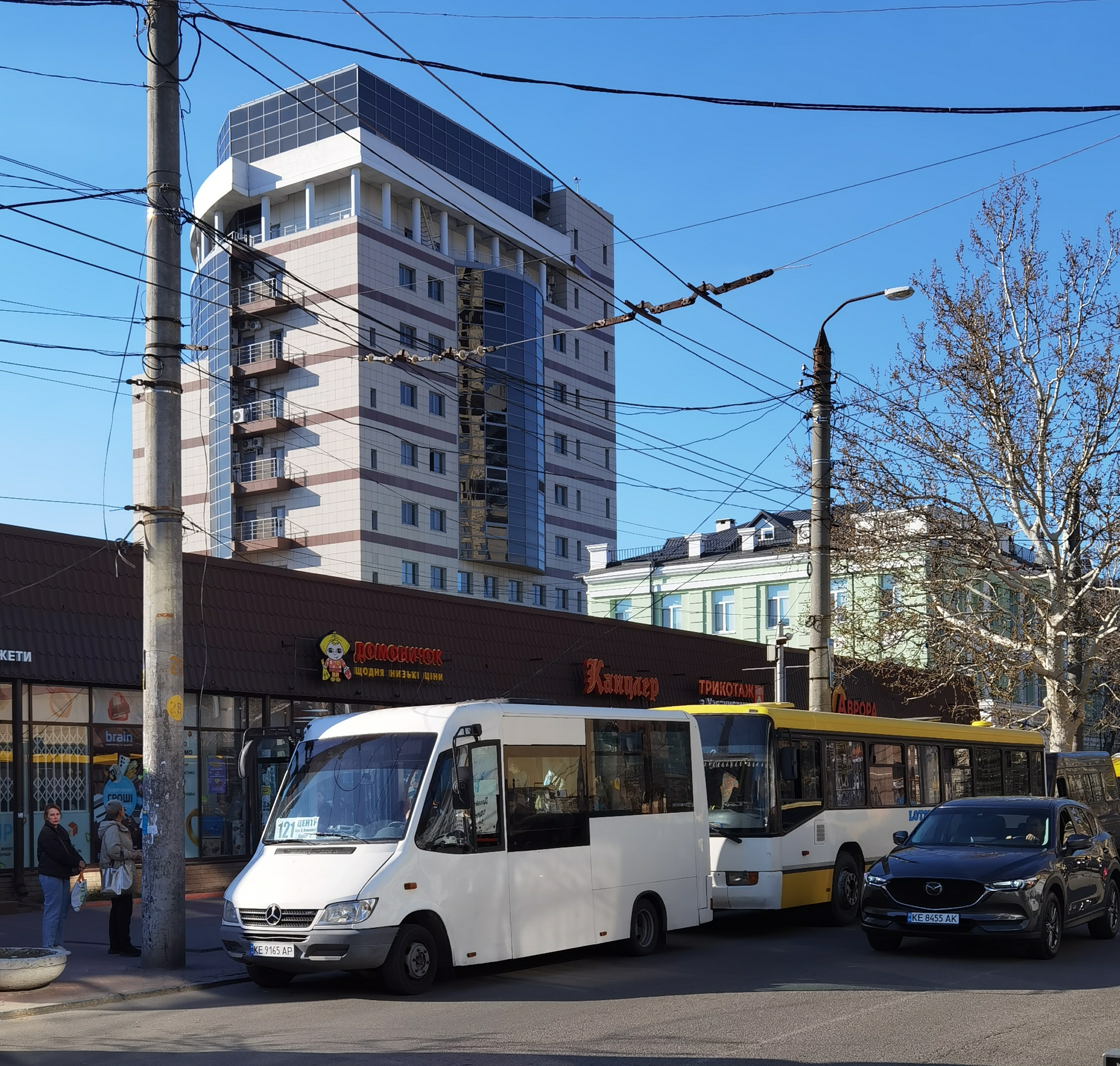
Vehixel Cytios 30 à Dnipro, Ukraine

À partir d’octobre 2012 : collaboration industrielle et commerciale s'instaure avec le carrossier espagnol Indcar. Vehixel assurera, sur le marché français, la commercialisation, le service après-vente et la vente de pièces de rechange pour tous les clients des véhicules fabriqués par le partenaire espagnol, en complément de la gamme existante de Vehixel.
En 2013, toujours en partenariat avec Indcar, un nouveau minibus est commercialisé : le Mobi, réalisé sur un châssis Iveco Bus et produit par Indcar. En 2014, VehiXel présente un nouveau minibus : l'Indcar Next et en 2017, VehiXel lance son propre autobus scolaire, le S'Cool 44 d'une capacité de 43 passagers, développé par le bureau d'étude indépendant DEMS.
N'ayant pas pris le virage des carburants alternatifs, Vehixel est victime d'une forte baisse du marché des véhicules diesel et le 26 juillet 2017, la société est placée en redressement judiciaire. Le 30 octobre de la même année, elle est reprise par le groupe Trouillet, dont le patron n'est autre que le frère du PDG de Vehixel pour un montant symbolique de 3 €. Le groupe Trouillet récupère l'ensemble des bâtiments des deux sites de fabrication, les brevets plus les stocks en magasin, estimés à 400 000 €. Par contre, seuls 75 emplois sont préservés sur les 146 que comptait la société en juillet 2017,

## Modèles actuels

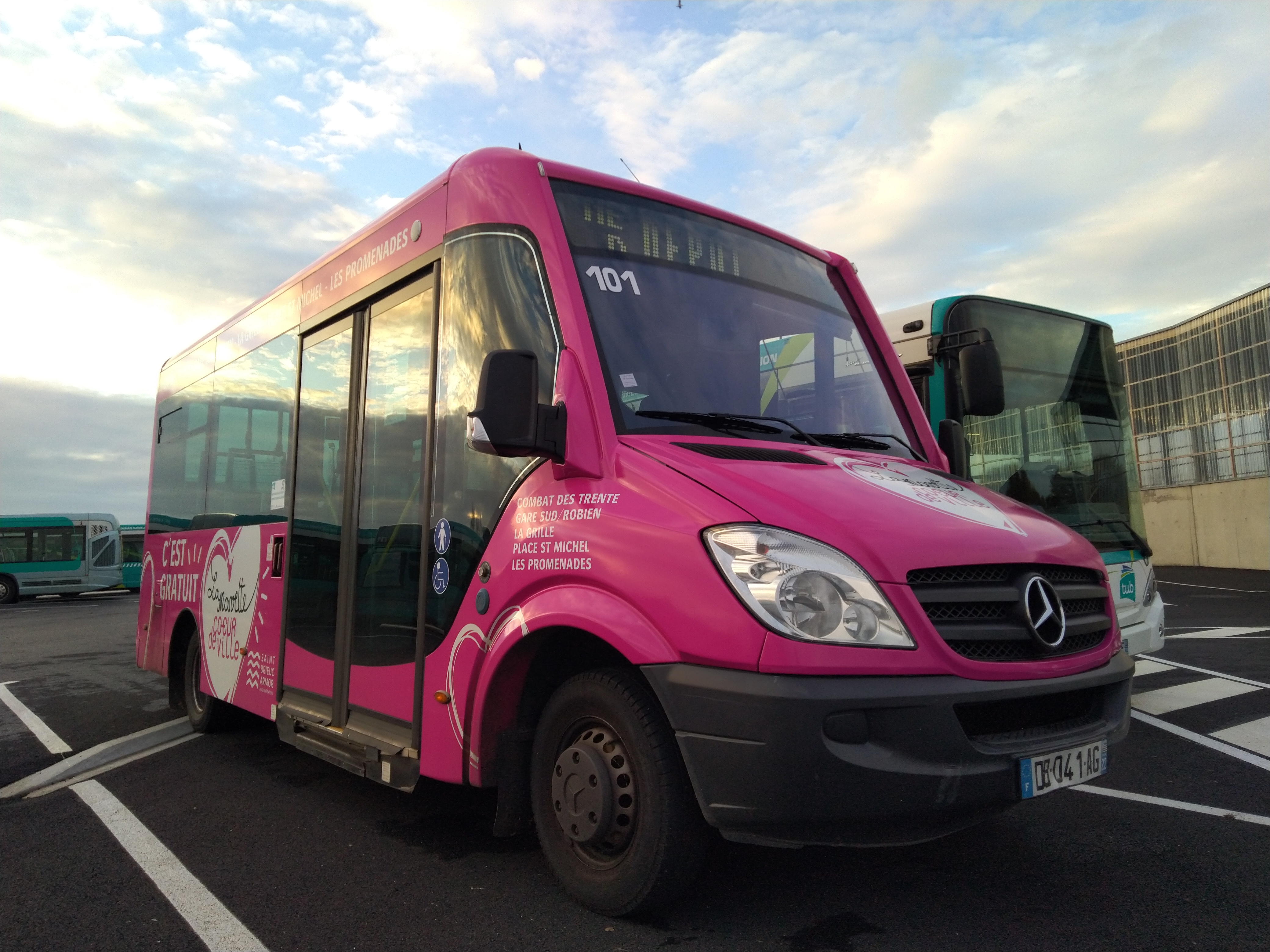
Un Vehixel Cytios 3-23 Mercedes avec palette automatique pour accès fauteuil handicapé.

Vehixel commercialise depuis 2016 ses nouveaux véhicules :
- Cytios4, minibus urbain réalisé sur un châssis Iveco Bus Daily 70C Euro 6 avec 45 passagers,
- D City, minicar réalisé sur le châssis Iveco Daily Euro 6, équipé d'un moteur Iveco diesel ou GNV, 25 fauteuils,
- Ligneo / Scoleo, minicar sur le châssis Ford Transit, 17 fauteuils.
- S'Cool 44, autocar scolaire de 10,0 mètres, construit sur châssis Daf 10T équipé d'un moteur Paccar PX5 Euro 6 de 4,5 litres et développant 213 Ch/157 kW à 3.000 tr/min, boîte de vitesses mécanique à 6 rapports, d'une capacité de 43 passagers dont 3 dans le sens opposé à la marche.

Vehixel a distribué depuis 2012 et jusqu'en fin d'année 2017 la gamme de mini et midibus produite par le constructeur espagnol Indcar, les modèles Next, Mobi, Strada, Wing et Mago2 réalisés sur châssis Iveco Bus. Cette relation commerciale s'est interrompue après la mise en liquidation de la société en juillet 2017. Ces modèles sont distribués directement par la filiale Indcar France.
Le constructeur Vehixel réalise aussi des véhicules de transport de fonds (Fourgon blindé) et de sécurité publique, équipant ainsi la quasi-totalité des véhicules de la Compagnie républicaine de sécurité.